# 小尾芙佐
小尾 芙佐（おび ふさ、1932年3月24日 - ）は、日本の翻訳家。旧姓は神谷。

## 略歴
東京府豊多摩郡淀橋町大字柏木（現在の東京都新宿区西新宿）に生まれ、東京市淀橋第一尋常小学校、三輪田高等女学校で学んだ。戦時中は長野県上伊那郡高遠町に疎開し、長野県伊那高等女学校（その後、長野県伊那弥生ヶ丘高等学校に校名変更）へ転学した。大学受験に向けて、高3の夏休みには東京にある父親の仮住まいに移り、千駄ヶ谷の津田英語会（現在は津田塾大学千駄ヶ谷キャンパスとなった）が主催する夏期講習に通った。講習が終わった後は国立国会図書館で猛勉強に励み、津田塾大学英文学科に合格を果たした。大学入学後は学生寮に入った。同じ寮の先輩に、後に小説家となる大庭みな子がいた。大学では土居光知教授の「翻訳論」の講義を受講し、そこで初めて翻訳を学んだ。大学卒業後は就職をせず、父親が日本橋で経営していた税理士事務所の手伝いに通った。それから1年が過ぎた頃、ひまわり社に就職し、「それいゆ」編集部に配属された。ひまわり社の仕事は激務で、締め切り間近になると朝帰りが続いた。会社がある銀座のビルまで毎日通ったが、激務に疲弊して身体を壊し、1958年末に退社した。1959年の半ば頃、「それいゆ」時代に知り合った早川書房の福島正実を訪れ、SFやミステリの分野で翻訳を手がけることになった。1960年代初期には、神谷芙佐名義で翻訳を発表した。
アイザック・アシモフ、ダニエル・キイス、アーシュラ・K・ル＝グウィン、アン・マキャフリイ、ヴィクトリア・ホルト、ルース・レンデルなどの翻訳で知られる。また、浅倉久志が中心となって、翻訳家の交流会「エイト・ダイナーズ」が、小尾、深町眞理子、大村美根子、山田順子、佐藤高子、鎌田三平、白石朗というメンバーで行われていた。
日本SF作家クラブ会員だったが、2013年、他のベテランSF作家らとともに名誉会員となる。だが2024年10月現在で名誉会員の名簿に名前がない。
夫の小尾恵一郎（慶應義塾幼稚舎〜慶應義塾大学経済学部卒業）は、経済学者で慶應義塾大学名誉教授。

## 翻訳
- 『レアンダの英雄』（アンドリュウ・ガーヴ、神谷芙佐名義、早川書房） 1961年
- 『死の目撃』（ヘレン・ニールスン、神谷芙佐名義、早川書房） 1961年
- 『われはロボット』（アイザック・アシモフ、共訳、早川書房） 1963年、のちハヤカワ文庫
『くるったロボット』（アイザック・アシモフ、岩崎書店、SF世界の名作6） 1966年
- 『ささやく街』（ジャドスン・フィリップス、早川書房、世界ミステリシリーズ） 1963年
- 『太陽の影』（チャド・オリヴァー、早川書房、ハヤカワ・SF・シリーズ） 1965年
- 『火星のタイム・スリップ』（フィリップ・K・ディック、早川書房） 1966年、のちハヤカワ文庫
- 『観察者の鏡』（エドガー・パングボーン、早川書房、ハヤカワ・SF・シリーズ） 1967年
- 『太陽クイズ』（フィリップ・K・ディック、早川書房） 1968年
のち改題改版『偶然世界』（ハヤカワ文庫）
- 『ロボット自動車サリイ』（アイザック・アシモフ、岩崎書店、SFどうわ） 1969年
『ロボット自動車・サリイ』（アイザック・アシモフ、岩崎書店） 1977年
- 『ロボットの時代』（アイザック・アシモフ、早川書房） 1969年、のちハヤカワ文庫
- 『シマックの世界』（クリフォード・D・シマック、峯岸久共訳、早川書房） 1969年
のち改題『大きな前庭』（ハヤカワ文庫）
- 『キュリー夫人 知と愛の人』（ソーン、文研出版、文研児童読書館） 1970年
- 『第三の女』（アガサ・クリスティ、早川書房） 1970年、のちハヤカワ文庫
- 『流砂』（ビクトリア・ホルト、角川文庫） 1971年
- 『逆まわりの世界』（フィリップ・K・ディック、早川書房） 1971年、ハヤカワ文庫 1983年、改訳版 2020年
- 『惑星ハンター』（アーサー・K・バーンズ、あかね書房） 1972年
- 『しろうと探偵危機一髪』（アガサ・クリスティ、集英社、ジュニア版世界の推理） 1972年
- 『失われた島』（P・A・ホイットニー、角川文庫） 1972年
- 『闇の左手』（アーシュラ・K・ル＝グウィン、早川書房） 1972年、のちハヤカワ文庫、のち新版
- 『フェッセンデンの宇宙』（エドモンド・ハミルトン、共訳、早川書房） 1972年
- 『消えた設計図』（コナン・ドイル、集英社） 1973年（名探偵シャーロック・ホームズ）
- 『銀河系防衛軍』（エドワード・E・スミス、あかね書房） 1973年
- 『ボロゴーヴはミムジイ』（ヘンリイ・カットナー、共訳、早川書房） 1973年
- 『地球は空地でいっぱい』（アイザック・アシモフ、共訳、早川書房） 1973年、のちハヤカワ文庫
- 『われらがジェニングズ』（アントニー・バカリッジ、岩崎書店） 1974年
- 『火星人の方法』（アイザック・アシモフ、浅倉久志共訳、早川書房） 1974年、のちハヤカワ文庫
- 『大地』（パール・バック、集英社、ジュニア版世界の文学） 1975年
- 『地球の危機』（アイザック・アシモフ、旺文社、旺文社ジュニア図書館） 1975年
- 「クワナール」シリーズ（テッド・ホワイト、創元推理文庫）
『異次元世界の扉』 1975年
『異次元世界の女魔術師』 1977年
『異次元世界の狼』 1978年
- 『わが名はコンラッド』（ロジャー・ゼラズニイ、ハヤカワ文庫） 1975年
- 『SFベスト・オブ・ザ・ベスト』（ジュディス・メリル編、大谷圭二、深町真理子共訳、創元推理文庫） 1976年
- 『ひきさかれたページ』（ペンティコースト、岩崎書店、世界の名探偵物語） 1976年
- 『女王館の秘密』（ビクトリア・ホルト、角川文庫） 1977年
- 『ママは何でも知っている』（ジェイムズ・ヤッフェ、早川書房） 1977年
『ママは何でも知っている』（ジェイムズ・ヤッフェ、ハヤカワ・ミステリ文庫 2015年
- 『アルジャーノンに花束を 』（ダニエル・キイス、早川書房） 1978年、のちハヤカワ文庫、新版 2015年
- 『神々自身』（アイザック・アシモフ、早川書房） 1980年、のちハヤカワ文庫
- 『エコトピア・レポート』（アーネスト・カレンバック、創元推理文庫） 1981年
- 「パーンの竜騎士」シリーズ （アン・マキャフリイ、ハヤカワ文庫）
『竜の探索』 1982年
『白い竜』 1982年
『竜の歌』 1986年
『竜の歌い手』 1988年
『竜の太鼓』 1990年
『竜の反逆者』 1995年
『竜の挑戦』 2001年
『竜とイルカたち』 2005年
『竜と竪琴師』 2007年
- 『堕ちた天使』（マイケル・ムアコック、集英社） 1982年
- 『愛の輪舞』（ビクトリア・ホルト、角川文庫） 1982年
- 『始まりの場所』（アーシュラ・K・ル＝グィン、早川書房、海外SFノヴェルズ） 1984年
- 『ロウフィールド館の惨劇』（ルース・レンデル、角川文庫） 1984年
- 『死のカルテット』（ルース・レンデル、角川文庫） 1985年
- 『夜明けのロボット』（アイザック・アシモフ、早川書房） 1985年、のちハヤカワ文庫
- 『地獄の湖』（ルース・レンデル、角川文庫） 1986年
- 『エリアンダー・Mの犯罪』（ジェリー・ユルスマン、文春文庫） 1987年
- 『悪夢の宿る巣』（ルース・レンデル、角川文庫） 1987年
- 『熱病の木』（ルース・レンデル、角川文庫） 1988年
- 『ロボットと帝国』（アイザック・アシモフ、早川書房） 1988年、のちハヤカワ文庫
- 『引き攣る肉』（ルース・レンデル、角川文庫） 1988年
- 『アシモフのミステリ世界』（アイザック・アシモフ、ハヤカワ文庫） 1988年
- 『ロカノンの世界』（アーシュラ・K・ル＝グィン、ハヤカワ文庫） 1989年
- 『世界の合言葉は森』（アーシュラ・K・ル＝グィン、小池美佐子共訳、ハヤカワ文庫） 1990年
- 『IT -イット-』（スティーヴン・キング、文藝春秋） 1991年、のち文春文庫
- 『五番目のサリー』（ダニエル・キイス、早川書房） 1991年、のちハヤカワ文庫
- 『ミサゴの森』（ロバート・ホールドストック、角川書店） 1992年
- 『死を誘う暗号』（ルース・レンデル、角川文庫） 1992年
- 『心の鏡』（ダニエル・キイス、稲葉明雄共訳、早川書房） 1993年、のちハヤカワ文庫
- 『殺意の日曜日』（マーシャ・マラー、徳間文庫） 1993
- 『皇帝の密使 ヤング・インディ・ジョーンズ』（原案:ジョージ・ルーカス、文春文庫） 1993年
- 『ブルー・ワールド』（ロバート・R・マキャモン、文春文庫） 1994年
- 『ランゴリアーズ』（スティーヴン・キング、文藝春秋） 1996年、のち文春文庫
- 『内海の漁師』（アーシュラ・K・ル＝グウィン、佐藤高子共訳、ハヤカワ文庫） 1997年
- 『消えた少年たち』（オースン・スコット・カード、早川書房） 1997年、ハヤカワ文庫 上下 2003年
- 『殺意を呼ぶ館』（ルース・レンデル、扶桑社、扶桑社ミステリー） 1999年
- 『アルジャーノン、チャーリイ、そして私』（ダニエル・キイス、早川書房） 2000年、のちハヤカワ文庫
- 『言の葉の樹』（アーシュラ・K・ル＝グウィン、ハヤカワ文庫） 2002年
- 『夜中に犬に起こった奇妙な事件』（マーク・ハッドン、早川書房） 2003年、のちハヤカワ文庫：産経児童出版文化賞大賞
- 『うそつきロボット』（アイザック・アシモフ、岩崎書店） 2003年
- 『コンプリート・ロボット』（アイザック・アシモフ、ソニー・マガジンズ） 2004年
- 『くらやみの速さはどれくらい』（エリザベス・ムーン、早川書房） 2004年、ハヤカワ文庫 2008年
- 『ドランのキャデラック』（スティーヴン・キング、文春文庫） 2006年
- 『ジェイン・エア』 上・下（シャーロット・ブロンテ、光文社古典新訳文庫） 2006年
- 「永遠の戦士フォン・ベック」 （マイクル・ムアコック、ハヤカワ文庫）
『軍犬と世界の痛み』 2007年
『秋の星々の都』 2008年
- 『パディントン発4時50分』（アガサ・クリスティ、早川書房、クリスティー・ジュニア・ミステリ） 2008年
  - 新版『ミス・マープルの名推理 パディントン発4時50分』ハヤカワ・ジュニア・ミステリ、2020年
- 『夏への扉』（ロバート・A・ハインライン、早川書房） 2009年
- 『高慢と偏見』上・下（ジェイン・オースティン、光文社古典新訳文庫） 2011年
- 『書店主フィクリーのものがたり』（ガブリエル・ゼヴィン、早川書房） 2015年、ハヤカワ文庫 2017年
- 『はだかの太陽』【新訳版】（アイザック・アシモフ、ハヤカワ文庫） 2015年
- 『世界の誕生日』（アーシュラ・K・ル＝グィン、ハヤカワ文庫） 2015年
- 『幸福な王子 / 柘榴の家』（オスカー・ワイルド、光文社古典新訳文庫） 2017年
- 『時をとめた少女』（ロバート・F・ヤング、共訳、ハヤカワ文庫） 2017年
- 『サイラス・マーナー』（ジョージ・エリオット、光文社古典新訳文庫） 2019年
- 『赦しへの四つの道』（アーシュラ・K・ル・グィン、鳴庭真人共訳、早川書房・新☆ハヤカワ・SF・シリーズ） 2023年
- 『フロス河の水車小屋』 上・下（ジョージ・エリオット、白水Uブックス）2025年3月